# Age of Empires II
Age of Empires: Age of Kings je historická realtimově stragetická videohra vytvořená vývojovým týmem Ensemble Studios. Hra se odehrává v prostředí středověku v Evropě a Asii, datadisky také v Americe. Navazuje na předchozí titul Age of Empires a následovníka má v podobě Age of Empires III.

## Hra a herní prostředí
Hra Age of Empires II: The Age of Kings byla vydána v roce 1999 a přinesla některé nové herní prvky jako např. brány v opevnění a umísťování jednotek do budov. Hra je zasazena do prostředí středověku od jeho temných počátků až do začátků renesance včetně španělských výbojů v Mexiku. Hráč si může vybrat z třinácti (a v datadisku ještě z dalších deseti) civilizací.
Hra funguje na stejném grafickém enginu jako první hra, ale zobrazení umožňuje vykreslení větších detailů budov a dalších objektů, bohatší jsou i možnosti různých nastavení. Hra byla vydána i pro herní konzoli Nintendo DS.

### Cheaty
Během hry je možné použít, za pomoci chatovacího nástroje (enter), například tyto cheaty:
- marco – Odkryje celou mapu.
- polo – Zviditelní veškeré dění na mapě (pohyby jednotek, včetně nepřátelských).
- aegis – Zruší čekací dobu pro trénink jednotek a výstavbu budov. (Jednotky a budovy se objeví okamžitě po začátku jejich vytváření.) Opětovným zadáním je možné čekací dobu obnovit.

## Civilizace
Hráč si může vybrat ve hře ze 13 (v The Conquerors datadisku z 18, v Rise of the Rajas datadisku až z 31) civilizací. Každá má své speciální jednotky (v datadisku také technologie).
Civilizace:
- Britons (Britové, Angličané)
- Celts (Keltové, v kampani zastupují Skoty)
- Franks (Frankové, Francouzi)
- Goths (Gótové)
- Teutons (Germáni, Němci)
- Vikings (Vikingové)
- Chinese (Číňané)
- Japanese (Japonci)
- Mongols (Mongolové)
- Byzantines (Byzantinci, zastupují vedle Východořímské říše i Západořímskou říši)
- Persians (Peršané)
- Saracens (Saracéni, Arabové, Maurové)
- Turks (Turci)

V datadisku: The Conquerors
- Huns (Hunové)
- Mayans (Mayové)
- Aztecs (Aztékové)
- Spanish (Španělé)
- Koreans (Korejci)

V datadisku: The Forgotten (Forgotten Empires)
- Indians (Indové)
- Incas (Inkové)
- Italians (Italové)
- Magyars (Maďaři)
- Slavs (Slované)

V datadisku: The African Kingdoms
- Berbers (Berbeři)
- Malians (Malijců)
- Ethiopians (Etiopané)
- Portuguese (Portugalci)

V datadisku: Rise of the Rajas
- Burmese (Barmánci)
- Khmer (Khmerové)
- Malay (Malajci)
- Vietnamese (Vietové)

## Kampaně
Ve hře jsou historické kampaně:
1. William Wallace (Learning campaign)
2. Joan of Arc (Johanka z Arku)
3. Saladin
4. Ghengis Khan (Čingischán)
5. Barbarossa (Fridrich Barbarossa)

V datadisku The Conquerors:
1. Attila the Hun
2. El Cid
3. Montezuma
4. Battles of the Conquerors

V datadisku The Forgotten:
1. Alaric
2. Sforza
3. Bari
4. Dracula
5. El Dorado
6. Prithviraj
7. Battles of the Forgotten

V datadisku The African Kingdoms:
1. Tariq ibn Ziyad (Tárik ibn Zijád)
2. Sundjata (Sundžáty Keity)
3. Francisco de Almeida
4. Yodit

V datadisku Rise of the Rajas:
1. Gajah Mada
2. Suryavarman I. (Súrjavarman I.)
3. Bayinnaung
4. Le Loi

## Datadisky

### The Conquerors
Hra byla vydána v srpnu 2000 a měla brzy velký počet příznivců. Postupně se přešlo z Age of Kings na datadisk The Conquerors, který se hraje dodnes.
Ve hře najdeme 5 nových civilizaci (Aztékové, Hunové, Májové, Korejci, Španělé), 4 nové kampaně, 11 nových jednotek, 26 nových technologií, různé typy her a spoustu nových map.

### The Forgotten
Tento datadisk vyšel 7. listopadu 2013. Obsahuje 5 nových civilizací (Indové, Inkové, Italové, Maďaři, Slované). Ve hře přibyly opět nové jednotky a každá civilizace je obohacena o 1 unikátní technologii. Je to první datadisk, který není vyvíjen Microsoft Game Studios a Ensemble Studios, ale hráčem Cysion, který se spolupracoval s grafiky a skriptéry s cílem dát hře nový rozměr.[zdroj?]

### The African Kingdoms
Datadisk vyšel 5. listopadu 2015. Mimo jiné obsahuje čtyři nové civilizace: Berbery, Etiopany, Malijce a Portugalce.

### Rise of the Rajas
Datadisk vyšel 19. prosince 2016. Mimo jiné obsahuje čtyři nové civilizace: Barmánce, Malajce, Khméry a Viety.